# Boutchichiya
 (juin 2024).
La mise en forme du texte ne suit pas les recommandations de Wikipédia : il faut le « wikifier ».
Les points d'amélioration suivants sont les cas les plus fréquents. Le détail des points à revoir est peut-être précisé sur la page de discussion.
- Les titres sont pré-formatés par le logiciel. Ils ne sont ni en capitales, ni en gras.
- Le texte ne doit pas être écrit en capitales (les noms de famille non plus), ni en gras, ni en italique, ni en « petit »…
- Le gras n'est utilisé que pour surligner le titre de l'article dans l'introduction, une seule fois.
- L'italique est rarement utilisé : mots en langue étrangère, titres d'œuvres, noms de bateaux, etc.
- Les citations ne sont pas en italique mais en corps de texte normal. Elles sont entourées par des guillemets français : « et ».
- Les listes à puces sont à éviter, des paragraphes rédigés étant largement préférés. Les tableaux sont à réserver à la présentation de données structurées (résultats, etc.).
- Les appels de note de bas de page (petits chiffres en exposant, introduits par l'outil «  Source ») sont à placer entre la fin de phrase et le point final[comme ça].
- Les liens internes (vers d'autres articles de Wikipédia) sont à choisir avec parcimonie. Créez des liens vers des articles approfondissant le sujet. Les termes génériques sans rapport avec le sujet sont à éviter, ainsi que les répétitions de liens vers un même terme.
- Les liens externes sont à placer uniquement dans une section « Liens externes », à la fin de l'article. Ces liens sont à choisir avec parcimonie suivant les règles définies. Si un lien sert de source à l'article, son insertion dans le texte est à faire par les notes de bas de page.
- La présentation des références doit suivre les conventions bibliographiques. Il est recommandé d'utiliser les modèles {{Ouvrage}}, {{Chapitre}}, {{Article}}, {{Lien web}} et/ou {{Bibliographie}}. Le mode d'édition visuel peut mettre en forme automatiquement les références.
- Insérer une infobox (cadre d'informations à droite) n'est pas obligatoire pour parachever la mise en page.

Pour une aide détaillée, merci de consulter Aide:Wikification.
Si vous pensez que ces points ont été résolus, vous pouvez retirer ce bandeau et améliorer la mise en forme d'un autre article.
 (juin 2024).
La Tariqa Qadiriya Boutchichiya, est une confrérie soufie marocaine , basée à Madagh. Son guide spirituel actuel est Sidi Mouad El Qâdiri Boutchich. Elle est la plus grande, influente, et établie confrérie soufie du royaume.

## Soufisme au Maroc
Tradition ésotérique de l'islam, souvent méconnu du grand public, le soufisme est en opposition avec le formalisme des salafis, qui est un mouvement sectaire réformateur se prétendant authentique. Il se veut le "cœur" de l'islam, sa voie spirituelle, un chemin initiatique de transformation intérieure où la connaissance de soi conduit à celle de l'autre et à celle de Dieu. Avec des centaines de millions d'adeptes dans le monde, il imprègne la culture populaire dans de nombreux pays, en particulier au Maroc.
Pour les soufis, Dieu est à la fois proche et inaccessible. Il est un trésor caché dont on trouve le signe au cœur de tous les êtres. Guidé par un maître, l'élève soufi veut retrouver cette réalité divine, oublier son ego pour se perdre dans l'amour de Dieu. Il pourra y parvenir par des exercices spécifiques, comme l'étude du Coran, mais aussi les chants (samaa), les danses et le dhikr (invocations divines).

## Histoire de la Tariqa
La Tariqa ou la « Zaouia » Qadiriya Boutchichiya est une confrérie soufie , située dans le village de Madagh, dans la province de Berkane à l'est du Maroc, dans la région historique des tribus Béni-Snassen. Elle remonte par ses origines au cheikh Abd al Qadir al-Jilani, l'un des saints soufis les plus populaires dans le monde musulman, apparu au Ve siècle de l'hégire. Ce qui fait d'elle une branche de la Tariqa Qadiriyya.
Quant au surnom al-Boutchichiya , il a été acquis par Cheikh Ali bin Muhammad, qui portait le surnom de « Sidi Ali Boutchich » car il avait l'habitude de nourrir les gens pendant les jours de famine - le plat du Dshisha - soupe de blé concassé,agneau aux pruneaux et autres plats traditionnels marocains.

## Guide spirituel
Voie intérieure et spirituelle de l’islam sunnite, le soufisme est basé sur le principe de l’initiation, ce qui implique de se choisir un maître et de suivre son enseignement.
Le Cheikh est considéré comme l’éclaireur de la voie de son disciple qui est doté de la Baraka (Sirr). Selon la littérature de la confrérie, la relation entre le maitre et le disciple est une relation de respect et d’amour en Dieu. Reste à savoir que le disciple qui compte renforcer son appartenance avec la confrérie et aussi se ressourcer, doit rendre visite au Cheikh au moins une fois par mois, outre la fête de la commémoration de la naissance du prophète et le jour de la nuit sacrée. Cette visite rituelle, appelée «Ziara», a un sens hautement symbolique et justifie l’engagement des individus  à l’égard de l’institution de la zaouïa et son maître.

### Hamza Al-Qadiri Al-Boutchichi
Né en 1922 à Madagh, Sidi Hamza reçoit une éducation religieuse traditionnelle tournée vers le soufisme, dont sa famille est déjà l’un des piliers dans cette région de l’est du Maroc. Il complète son apprentissage du Coran avant l’âge de 14 ans. Il poursuit ses études théologiques à Oujda dans une antenne de la prestigieuse Université Al Quaraouiyine de Fès.
C’est à l’âge de 50 ans qu’il prend la tête de la Tariqa après le décès de son père en 1972, qui deviendra en quelques années l’une des confréries les plus puissantes du Maroc, et la plus influente. Son aura s’étend jusqu’en Europe, en Afrique et en Amérique du Nord.
Il est décédé le mercredi 18 janvier 2017, à l’âge de 95 ans, des suites d’une longue maladie. Il désignera son fils Jamal al Qadiri al Boutchichi comme successeur,.

### Jamal Al-Qadiri Al-Boutchichi
Fils aîné de feu cheikh Hamza. Il est né à Madagh en 1942. En parallèle de ce compagnonnage, il a appris à Madagh le Coran et les sciences islamiques, avant de poursuivre son cursus scolaire (bilingue, en français et en arabe) au lycée Moulay-Idriss de Fès. Après l’obtention de son baccalauréat lettres, il poursuit sa formation en passant une licence en sciences de la loi islamique à la Faculté de la charia de Fès. Plus tard, il rejoindra la célèbre école des sciences religieuses islamiques Dar al-Hadith al-Hassaniya pour un 3e cycle d’études supérieures,
En 2017, à la mort de son père Hamza, Jamal al Qadiri al Boutchichi devient le guide spirituel de la confrérie. Cette succession s’est effectuée de façon fluide. La constitution non écrite de la zaouïa dispose que le cheikh nomme son héritier de son vivant pour éviter toute lutte pour le pouvoir et assurer une transition en douceur, un peu sur le modèle de la monarchie alaouite, dont les Boutchichi sont de grands soutiens.
À sa mort le 8 août 2025, son fils Sidi Mouad Al-Qâdiri Al-Boutchichi devient le nouveau guide spirituel de la confrérie, car il est le seul à présenter les conditions éthiques et spirituelles de perpétuer l'enseignement de son père et de son grand-père.   

## Rencontre mondiale du soufisme
Évènement placé sous le Haut patronage du roi Mohammed VI et organisé par la Tariqa Qadiriyya Boudchichiyya et Machyakha « Présidence » et la fondation Al Moultaqa, en partenariat avec le Centre euro-méditerranéen pour l’étude de l’islam actuel (CEMEIA), elle rassemble chaque année des chercheurs marocains et étrangers en philosophie, sociologie, communication, économie et relations internationales pour présenter et échanger sur leurs différents travaux de recherche.
Le Comité d’Organisation, sous la direction de Moulay Mounir El Kadiri, fils du Cheikh Jamal al Qadiri al Boutchichi , sélectionne un thème pour guider les échanges et les discussions de chaque édition autour d’une problématique actuelle. Pendant 3 jours, plus de 80 académiciens et experts se relaient autour de table-rondes pour débattre sur les axes thématiques proposés. La richesse intellectuelle et la diversité des participants représentent une contribution notable à la diffusion de la science, la connaissance de la spiritualité musulmane et le dialogue des cultures et des religions.
Ce colloque témoigne aussi de l’importance que donne la zaouïa Qadiriya Boutchichiya à une approche scientifique de la dimension éthique de l’Islam, à l’instar d’autres zaouïas soufies du Maroc qui ont traditionnellement œuvré pour une approche prônant un équilibre entre vie spirituelle, scientifique, culturelle et sociale de la société.
| Année | Édition | Thème |
| ----- | ------- | --- |
| 2011  | 6e      | «Le Soufisme et la préservation des droits: Enseignement et comportement»                                                            |
| 2012  | 7e      | «Soufisme et paix spirituelle: Fondements, Manifestations, et perspectives»                                                          |
| 2013  | 8e      | «Le soufisme et l'édification de l'Homme: Pour une réforme harmonieuse»                                                              |
| 2014  | 9e      | «Le Soufisme dans le Contexte Contemporain: Bilan et Perspectives»                                                                   |
| 2015  | 10e     | «Le Soufisme et la Quête de Sens: Le rôle des zawiyas dans la communication des valeurs de modération, de juste milieu et de beauté» |
| 2016  | 11e     | «Soufisme et culture de la paix: Vision universelle de l’islam pour les valeurs, du Vivre-Ensemble et la Paix des civilisations»     |
| 2017  | 12e     | «Soufisme et Diplomatie Spirituelle Dimensions culturelles, développementales et civilisationnelles»                                 |
| 2018  | 13e     | «La culture soufie et le commun universel: Pour les valeurs du dialogue et du rapprochement»                                         |
| 2019  | 14e     | «Soufisme et développement: la dimension spirituelle et éthique dans l'édification de l'Homme»                                       |
| 2020  | 15e     | «Soufisme et gestion des crises: la dimension spirituelle et éthique au service de la bonne gouvernance»                             |
| 2021  | 16e     | «Le soufisme et les valeurs humaines: du local à l’universel»                                                                        |

## Relation avec le pouvoir
Désormais proche du pouvoir, la zaouïa voit l’un de ses adeptes, Ahmed Toufiq, ministre des Habous et des Affaires islamiques. Elle compte aussi de nombreux puissants hommes d’affaires, des diplomates, des hauts commis de l’État, des officiers de l’armée et des services sécuritaires et de renseignements, des cadres du privé. Elle a su s’adapter à l’esprit du temps, recrutant de nombreux intellectuels et universitaires.
Les valeurs que porte la confrérie, sa méthode, basée sur l’éducation, le travail, l’effort individuel dans la quête spirituelle, la confraternité, fait d’elle un acteur majeur de la politique religieuse du royaume par le biais de relais et d’antennes locales en Afrique, en Europe, aux États-Unis, au Canada, en Australie, en Asie…
La tariqa a été un acteur clé pendant le Mouvement du 20 Février, en organisant une marche de soutien au projet de la nouvelle Constitution marocaine de 2011.